# Vreed-en-hoop Shorebase
Die Vreed-en-hoop Shorebase ist ein im Bau befindliches Offshoreterminal in Guyana.
In der endgültigen Ausbaustufe soll sich das Frachtterminal auf einer mehrere Quadratkilometer großen künstlichen Insel vor der Stadt Vreed en Hoop gegenüber der Hauptstadt Georgetown befinden. Bauherr ist ein multinationales Konsortium namens NRG Group, an welchem guyanische Geschäftsleute und internationale Unternehmen wie ExxonMobil beteiligt sind. Die Baukosten werden auf 200 bis 600 Millionen US-Dollar geschätzt. Nach Fertigstellung sollen damit  1000 Arbeitsplätze geschaffen worden sein.
Im November 2023 legte erstmals ein Frachtschiff an einem bereits fertiggestellten Bereich der Shorebase an.
Das Projekt wird aufgrund des massiven Eingriffes in die Umwelt kritisiert. Bisher befinden sich am Bauort Mangrovenwälder, welche nach Angaben der Projektbetreiber größtenteils „intakt“ bleiben sollen.